# Nerkattumseval

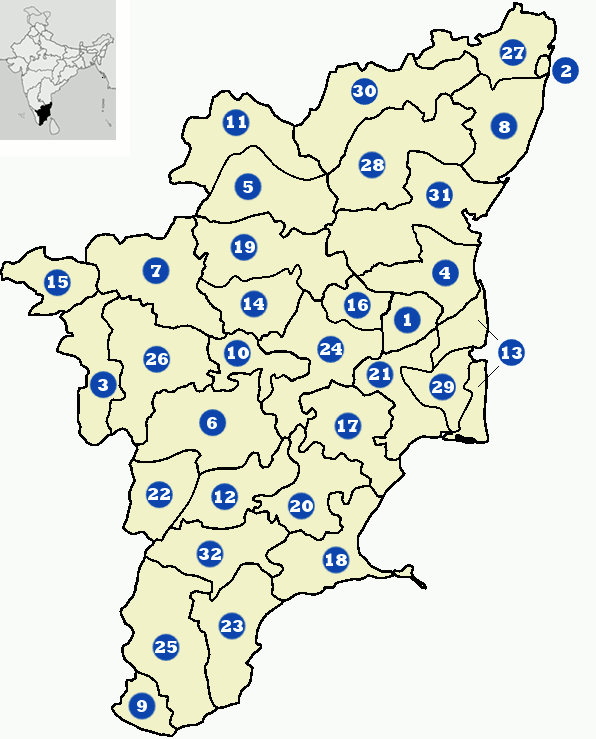
Distritos de Tamil Nadu.

Nerkattumseval (también denominado Nelkattanseval o Nellitangaville) es tradicionalmente reconocido como uno de los 72 palaiyams de Madura, ya en existencia en los tiempos de Nagama Nayaka y su hijo Visvanatha Nayaka. Se ubica en el taluk sankarankovil, en Tirunelveli, distrito de Tamil Nadu, en la India.

## Ubicación
Este palaiyam Marava estuvo localizado en el taluk Sankarankovil, en la anterior provincia de Tirunelveli, en el reino Nayak de Madurai.

## Puli Thevar
Su polygar, conocido por el título hereditario del Puli Thevar perteneció al Kondayam-Kottai, de Maravar. Es conocido de ser el Primer Luchador de Libertad de India. Sus territorios eran de pequeña extensión, pero su influencia durante la totalidad de la parte occidental de Tinnevelly (Tirunelveli) era inmensa.

## Historia y Resistencia hacia los ingleses
En 1754 se estableció como el Nawab de Arcot, Alexander Hamilton fue nombrado para dirigir las tropas que establecería en Tirulneveli. Muchos polygars reconocieron el nawab suzerainty, pero el Bloque Occidental Maravas de polygars, dirigido por el Puli Thevar y Ondiveeran Pagadai de Nerkattumseval lo rechazaron. Todo el polygar de Marava en el Oeste (excepto Sivagiri) formaron una coalición para defender su independencia. Otro polygar Madurai apoyó la coalición y el polygar Nayak del Bloque Oriental fue rechazado hasta 1759 para unir la coalición como el resultado de viejas amistades entre los dos grupos. Puli Thevar con la ayuda de Hyder Ali y el Raja de Travancore durante siete años dirigieron la guerra contra las fuerzas británicas. Fue finalmente forzado a rendirse en 1761 y fue retirado a Ramnad. Es posible que después de que la muerte de Yusuf Khan, Puli Thevar podría haber regresado a su Palayam. Aun así, no fue el Puli Thevar de 1761 y Campbell asedió Nerkattumseval en 1767. Desde hace muchos años fue el dirigente de la confederación Marava contra las tropas del Nawab y la Compañía.